# Saint-Amandin
Saint-Amandin é uma comuna francesa na região administrativa de Auvérnia-Ródano-Alpes, no departamento de Cantal. Estende-se por uma área de 31,56 km². Em 2010 a comuna tinha 235 habitantes (densidade: 7,4 hab./km²).